# 新生 (詩集)
『新生』（しんせい、伊: Vita nuova）は、13世紀から14世紀のイタリアの詩人ダンテ・アリギエーリが、若い時代に書いた詩31篇とその詩を書くにいたった由来や解題をまとめた詩文集である。1293年頃に執筆された。『神曲』に次ぐダンテの代表作であり、当代を代表する清新体派詩人ダンテにとって最初の重要な作品とされる。
ダンテは幼い時に美少女ベアトリーチェと出会い、青年になって彼女と再会して会釈を受け、激しい恋心を抱くが、ベアトリーチェはほどなくして病気により夭逝した。その悲報を受けてダンテは惑乱し、かねてベアトリーチェについて綴ってきた詩文と、彼女を喪ったことの悲しみをうたった詩をともに『新生』としてまとめ上げた。
この中で描写されたベアトリーチェへの賛美に満ちた描写は、のちに『神曲』において天国界の「永遠の淑女」ベアトリーチェの萌芽となった。

## 日本語訳
- 上田敏（「全集」改造社）
- 中山昌樹（洛陽堂、1917年）
- 平林初之輔（万有文庫、1927年）
- 山川丙三郎（岩波書店、1929年　のち岩波文庫（復刊1989年））
- 三浦逸雄（世界名詩集大成　平凡社、1960年）
- 竹友藻風（垂水書房、1961年）
- 野上素一（世界文学大系、筑摩書房、1962年、のち世界古典文学全集）
- 平川祐弘（河出書房新社、2012年、河出文庫、2015年）